# Iモーション
iモーション（アイモーション、i-motion）は、NTTドコモの第3世代携帯電話 FOMAで利用での動画再生機能、および動画配信サービスの名称である。

## 概要
iモード上のWebサイトで対応機種向けに作成した動画ファイルをダウンロードすることができる。サイトによってはiモード情報料を支払う必要がある場合もある。通常はダウンロードが完了してから再生するが、制作者によってはダウンロード開始と同時に逐次再生可能なプログレッシブダウンロードとすることも可能である。勝手サイトでも仕様に準拠していれば配信・再生が可能である。
2002年2月発売のN2002からサービスが開始された。フォーマットは当初iモーション向けにカスタマイズしたASF形式で、ファイルサイズの上限が100KBであったため、低解像度で1コンテンツ15秒程度のコンテンツしか配信できなかった。第2世代FOMAの2151シリーズ以降はMP4に変更され、内蔵カメラによる動画撮影機能が追加されたことでiモードメールの添付ファイルとして送受信できる「#iモーションメール」を開始した。
MP4フォーマットとなったことで、QuickTime Proや携帯動画変換君などでファイルを自作し、サーバーにアップロードしたりメモリーカードに保存して端末本体で再生することもできる。
2004年の900iシリーズからはファイルサイズの拡大やストリーミング配信（保存不可）に対応した。702isまでは70Xiシリーズのストリーミングは非対応であった（例外としてSH702iSは対応）が、703iシリーズ以降は対応している。
動画ファイルという性質上、Webサイト閲覧やテキストメールの送受信に比べてパケット通信量が大きく、2004年5月まではパケット通信料割引サービスがパケットパックのみのため、使用頻度によってはパケ死に繋がる要因となった。2004年6月にパケ・ホーダイが提供されたことで料金上の懸念は払拭され、2009年4月には10Miモーションを活用した動画配信サービスのBeeTVが開始している。

## 種類
iモーションはMP4対応とASF対応の2つのバージョンがある。

### MP4対応iモーション
MP4対応iモーションは、映像（MPEG-4）、音声（AMR/AAC/HE-AAC,Enhanced AAC+）およびテキスト（Timed Text）をMP4ファイルフォーマットで多重化した形式。2051シリーズ以降のFOMA端末に対応。
最大ファイルサイズは、
- 2051～900iシリーズは300KBまでの対応。
- 901iシリーズ～903iシリーズでは500KBまでの対応。
- N902iX HIGH-SPEEDはストリーミング、ダウンロードの両方が5MBまでダウンロードできる。
- P903iX HIGH-SPEED、F903iX HIGH-SPEED、および904iシリーズ以降は10Miモーション対応機種として、ダウンロード・ストリーミングともに10MBまで再生可能となっている。
- 2011年夏モデル以降のフィーチャーホンはダウンロードおよびストリーミングともに50MBまで再生可能になった。

### ASF対応iモーション
ASF対応iモーションは、映像（MPEG-4）と音声（AMR）をASFファイルフォーマットで多重化した形式。
対応機種はFOMA N2002、P2002、D2101V 、SH2101V、T2101V。ファイルサイズは100KBまで。MP4形式との互換性は全く無いため、2051シリーズ発売以降、メニューサイト上のASF形式の動画は次第に淘汰された。

## iモーションメール
FOMA版iモードメールのサービスであり、2003年1月の2051シリーズより開始された。内蔵カメラで撮影したiモーションや、コピープロテクトが掛けられていないiモーションコンテンツをFOMAのiモードメールもしくはインターネットメールとして送受信することができる。
FOMAへの送信であればiモードセンターで添付ファイルのiモーションを保存し、受信メールの本文に貼られたWeb Toリンクからファイルをダウンロードする。なお、大容量メール対応機種ではメールサイズが100KBまでであれば添付された状態で直接受信する。
パソコンなど一般の電子メール宛であれば、送信時のままiモーションがMP4ファイルで添付された状態で届く。ファイルサイズが受信端末やメールサーバーの規定サイズを超過した場合は送受信ともに正しく行えない。